# Pachyptila belcheri

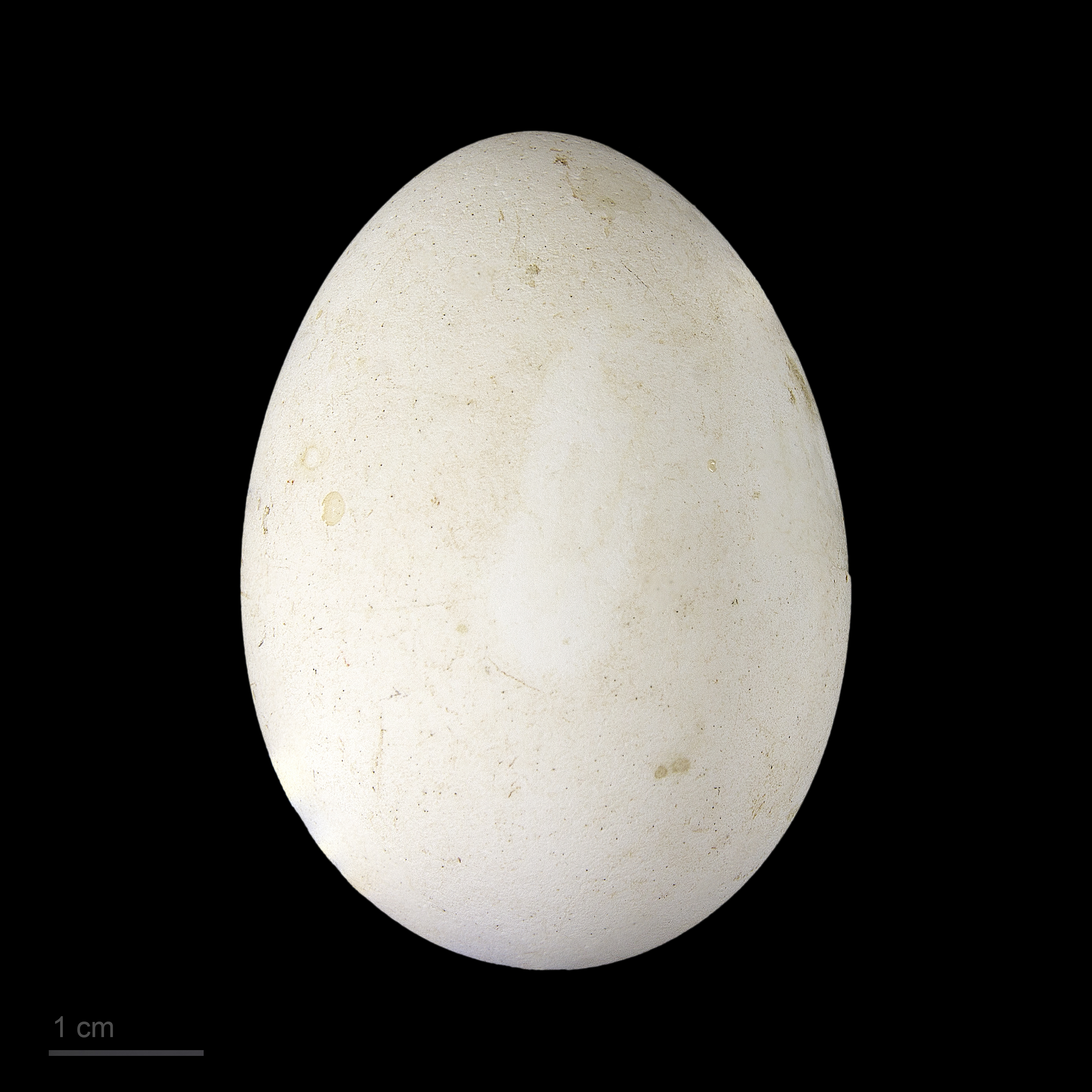
Pachyptila belcheri - MHNT

El pato petrel picofino (Pachyptila belcheri), también denominado petrel paloma de pico delgado, petrel azul de pico delgado y prion picofino, es una especie de ave procelariforme de la familia Procellariidae que vive en los océanos meridionales. Cría en las islas Malvinas, Kerguelen, Crozet y Noir.

## Taxonomía
El pato petrel picofino pertenece al género Pachyptila que forma parte del orden de los Procellariiformes, y como el resto de miembros de este grupo presenta ciertas características identificativas. En primer lugar presentan unos conductos nasales tubulares prominentes adosados a la parte superior del pico, en este caso en lo más alto del pico. Los picos de los procelariformes destacan por estar divididos en 7 y 9 placas corneas. Además producen en sus estómagos un aceite compuesto de ésteres con alcoholes de cadena larga y de triglicéridos. Utiliza esta sustancia tanto para alimentar a sus crías como de reserva energética para sus largos vuelos como para lanzársela a los depredadores. También presentan glándulas para excretar sal en la parte superior de los conductos nasales, por la cual segregan una solución de alta concentración salina que les permite reducir la concentración de sal de sus cuerpos pudiendo permanecer así en los medios de salada donde habita.

## Etimología
El término Pachyptila procede de las palabras griegas pakhus and ptilon que significan respectivamente grueso y pluma.

## Descripción
Como otros miembros de su género sus partes superiores son de color gris azulado y las inferiores blancas, con una mancha oscura en forma de «M» que va desde su espalda hasta la punta de su alas. Presentan una lista superciliar blanca y franja oscura que va desde la parte inferior de su ojo hasta casi el cuello. Su cola en forma de es gris con los bordes oscuros. Su pico es de color gris azulado y sus patas son de color azul claro.

## Comportamiento

### Reproducción
Crían anualmente un pollo. Ambos progenitores se encargan de la incubación del huevo y de cuidar del pollo hasta que deje el nido.

## Alimentación
Como los demás patos petreles se alimenta de zooplacton, que filtra con su pico.

## Distribución y hábitat
El pato petrel pasa todo el periodo no reproductivo sobrevolando los océanos del sur. Cría en las islas Crozet, las islas Kerguelen, las islas Malvinas y la isla Noir.